# Делла Стрит
Делла Стрит — вымышленный персонаж романов и рассказов Эрла Стэнли Гарднера, секретарша адвоката Перри Мейсона. Стала героиней многочисленных фильмов, телесериалов и радиопрограмм. Под псевдонимом Делла Стрит Гарднер опубликовал в 1950 году один из своих рассказов.

## В книгах Гарднера
Персонаж по имени Делла Стрит впервые появился в неопубликованном романе Эрла Стэнли Гарднера «Разумное сомнение», где она была секретаршей, но не у адвоката. Это была девушка двадцати семи лет с каштановыми волосами и стройной фигурой, с намёком на усталость в уголках глаз. Одного из редакторов заинтересовал этот образ, и Гарднер, переписав роман и дав ему название «Дело о бархатных коготках», сделал Деллу секретаршей главного героя — Перри Мейсона. В этой книге, опубликованной в первые дни Великой депрессии, говорится, что Делла происходила из состоятельной семьи, разорившейся из-за краха фондового рынка в 1929 году, так что девушке пришлось работать секретаршей. Согласно «Делу кошки смотрителя», она примерно на 15 лет моложе Перри Мейсона.
В романах Гарднера между Мейсоном и Стрит существует сексуальное напряжение. Несколько раз адвокат предлагает своей секретарше руку и сердце, но та неизменно отказывает ему, чтобы остаться секретаршей и деловым партнёром.

## Прототипы
Эрл Стэнли Гарднер, создатель серии романов о Перри Мейсоне, был очень плодовитым писателем. Поэтому на него работали одновременно три сестры-секретарши. На одной из них, Агнес Хелен Уолтер, Гарднер женился после смерти первой супруги. Люди, знавшие вторую жену писателя, считали, что она стала прототипом для Деллы Стрит, хотя ни она, ни сам Гарднер никогда в этом не признавались. По мнению миссис Гарднер, писатель объединил черты нескольких женщин, чтобы создать своего персонажа.

## В экранизациях
Делла Стрит стала персонажем ряда фильмов и телесериалов, снятых по произведениям Гарднера. В фильме «Дело заикающегося епископа» (1937) её сыграла Энн Дворак. В этой экранизации Делла становится женой Перри Мейсона, что очень не понравилось Гарднеру.
В телесериале «Перри Мейсон», который транслировался в 1957—1966 годах, Деллу сыграла Барбара Хейл, получившая за эту роль премию «Эмми» 1959 года. Впоследствии она продолжила играть Деллу в серии телефильмов, продолжающих сериал. Отношения Деллы и Мейсона в сериале были ограничены до платонических, без любовной химии.
В веб-сериале «Перри Мейсон», который выходил в 2020 и 2023 годах, Деллу сыграла Джульет Райлэнс. В этой версии Делла оказывается лесбиянкой.